# Nella città vampira. Drammi gotici
Nella città vampira. Drammi gotici  è una miniserie TV in 4 puntate trasmessa dalla RAI nel 1978. 

## Episodi
| nº | Titolo                               | Prima TV Italia |
| -- | ------------------------------------ | --------------- |
| 1  | Ma è un vampiro?                     | 13 luglio 1978  |
| 2  | Kaiserstrasse o del demone femminile | 20 luglio 1978  |
| 3  | Casa delle streghe                   | 4 agosto 1978   |
| 4  | Diario di un pazzo                   | 5 giugno 1979   |

### Ma è un vampiro?
- Diretto da: Giorgio Bandini
- Scritto da: Giorgio Bandini (da Luigi Capuana)
- Interpretato da: Flavio Bucci (Mongeri), Alessandro Haber (Giorgi), Micaela Pignatelli (Luisa), Adolfo Lastretti (il vampiro)

#### Trama
Lelio Giorgi si rivolge all'eccentrico dottor Mongeri per chiedere spiegazioni riguardo ad alcuni strani fenomeni che da qualche tempo turbano la vita sua e di sua moglie Luisa. Mongeri si dichiara assolutamente scettico, essendo uno strenuo sostenitore della razionalità umana, e tenta di rassicurare Giorgi, ma questi ribadisce raccontando la sua storia. Egli era innamorato di Luisa, ma non aveva i mezzi economici per sposarla e si recò per lavoro a Buenos Aires. Qui improvvisamente ricevette una ricca eredità, e quindi tornò immediatamente in patria, per scoprire che Luisa si era appena sposata. Disperato, si recò a Parigi, dove lo raggiunse la notizia che Luisa era diventata vedova; Giorgi la sposò e poco dopo rimase incinta. La coppia parve raggiungere la felicità, ma improvvisamente cominciarono alcune manifestazioni strane: scoppi, rumori di passi, movimenti del letto, un senso di terrore da parte di Luisa, soprattutto la notte. Una notte finalmente si manifestò la causa dei rumori: era il primo marito, che da defunto reclamava ancora il possesso della sua sposa, e la perseguitava, impedendole di avvicinarsi al bambino che nel frattempo era nato. Mongeri a questo punto dà a Giorgi un consiglio: che facciano cremare il cadavere del primo marito, poiché qualche debole manifestazione della vita potrebbe essere ancora attaccata agli atomi del corpo, secondo la sua bislacca visione scientifica, e questo porterebbe un morto a diventare quello che comunemente è chiamato un vampiro. Una sera Mongeri si reca a casa di Giorgi e affronta lo spirito del defunto, che nel frattempo aveva posseduto Luisa (non senza averla accusata, poco prima, di averlo avvelenato), e lo scaccia, ribadendo il suo consiglio: la cremazione, che una volta effettuata pare risolvere definitivamente il problema.

### Kaiserstrasse o del demone femminile
- Diretto da: Giorgio Bandini
- Scritto da: Giorgio Bandini (da George Oliver Onions, Hanns Heinz Ewers, Edgar Allan Poe)
- Interpretato da: Flavio Bucci (Amsel), Micaela Pignatelli (Tulla), Alessandro Haber (il custode), Marzia Ubaldi (la custode)

#### Trama
Germania, anni '30 del XX secolo. Il giovane scrittore Amsel si trasferisce in un appartamento fatiscente, abbandonato da 12 anni, con l'intenzione di rinnovarlo. La strana coppia di custodi dello stabile lo informa del tragico destino cui andarono incontro i precedenti proprietari, tutti morti suicidi, ma Amsel non si cura di ciò. Dopo aver sistemato l'appartamento, Amsel comincia a ricevere la visita della sua fidanzata, Tulla, che lo esorta a riprendere e a completare la stesura del suo ultimo romanzo, "Effie", ma Amsel comincia ad assumere un atteggiamento distratto, quasi come se fosse assorbito, in qualche modo, dall'appartamento stesso. Il ritrovamento di alcuni oggetti (la custodia di un'arpa, una vecchia foto che ritrae una giovane donna) non fa che acuire questo suo atteggiamento. Un giorno Tulla si ferisce con un chiodo, e poco tempo dopo viene sfiorata da una trave che cade dal tetto. Questi fatti la sconvolgono e la allontanano da Amsel, il quale non sembra curarsene. Egli continua a riempire di fiori freschi la casa, da lui ormai considerata una presenza femminile e gelosa, della quale lui diviene succube, fino a giurare di non voler più vedere Tulla. Quando infine ella cerca di entrare nell'appartamento, Amsel, ormai impazzito, la uccide a coltellate.